# Mon p'tit soldat
Singles de France Gall
Y'a du soleil à vendre
(1968) 24/36
(1968)
Mon p'tit soldat est une chanson de France Gall. Elle est initialement parue en 1968 en single,.

## Développement et composition
La chanson a été écrite par Robert Gall et Monty et composée par Monty. L'enregistrement a été produit par Denis Bourgeois.

## Listes des pistes
Single 7" 45 tours Mon p'tit soldat / Y'a du soleil à vendre (1966, Philips B 370.675 F, France)

Single 7" 45 tours Mon p'tit soldat / Y'a du soleil à vendre (1966, Philips 370.675, Canada)

Single 7" 45 tours Mon p'tit soldat / Y'a du soleil à vendre (1966, Philips SFL-1181, Japon)
Face 1. Mon p'tit soldat (2:42)
Face 2. Y'a du soleil à vendre (2:05)

## Classements
Mon p'tit soldat / Y'a du soleil à vendre,
| Classement (1968)                       | Meilleure position |
| --------------------------------------- | ------------------ |
| Belgique (Wallonie Ultratop 50 Singles) | 48                 |